# Elena Bruno
Elena Bruno (Lucca, 13 settembre 1985) è una calciatrice e allenatrice di calcio italiana, di ruolo difensore.
Già atleta del Firenze, dove collaborò alla gestione delle giovanili, Pisa e Stella Azzurra, con la quale ha deciso di allenare la sua formazione Juniores, ha inoltre affiancato Enrico Sbardella nella preparazione delle ragazze della nazionale italiana Under-17 ed è stata nominata dall'Associazione Italiana Allenatori Calcio responsabile per il calcio femminile in Toscana.

## Carriera

### Calciatrice
Elena Bruno si appassiona al calcio già in giovane età e decide di seguire il fratello alla scuola calcio della Folgore di Segromigno in Piano, frazione del comune di Capannori, giocando nelle formazioni miste fino al raggiungimento degli 11 anni e passando ad una formazione interamente femminile a Lucca, nel quartiere Sant'Alessio.
L'anno successivo, su iniziativa di Carlo Isola e Marco Chiocchetti, la società cambia denominazione e sede, spostandosi nel quartiere San Donato e cambiando il proprio nome in ACF Lucca per una migliore identificazione con la città. Bruno rimane in organico nelle giovanili, giocando per 4 stagioni nella formazione Primavera, arrivando seconda nel torneo regionale dietro all'Agliana e venendo ceduta in prestito proprio alle biancoverdi per integrare l'organico deciso a puntare al trofeo nazionale. Con l'Agliana riuscì infatti a conquistare lo scudetto Primavera al termine della stagione.
Nel 2001 il Lucca ed il precedente Lucca 7 si fondono, e come Lucca 7 la squadra si iscrive alla stagione 2001-2002 del campionato di Serie B. Bruno e compagne riescono a raggiungere la prima posizione del Girone C con 59 punti sulle inseguitrici ottenendo prima l'accesso ai Play-off del 19 maggio 2002, quindi battendo l'Isernia Donna per 3-1 la promozione in Serie A.
Bruno fa il suo esordio in serie A nel campionato 2002-2003 e mette a segno la sua prima rete il 3 maggio 2003 durante la partita della 12ª giornata di ritorno giocata in casa dell'ACF Milan, incontro terminato in parità con 3 reti per parte e che grazie a Bruno contribuirà sostanzialmente alla salvezza alla squadra gialloblu. La società però decise di non iscriversi al campionato di Serie A dando origine al Lucca 2003 che ripartì dalla Serie D regionale.
Contattata dalla dirigenza dell'Agliana decise di trasferirsi nella società biancoverde per poter continuare a giocare in Serie A dalla stagione 2003-2004 alla successiva cogliendo un 8º e un 6º posto in campionato, quindi al Firenze nella stagione 2006-2007, una stagione al Pisa (2007-2008) conclusasi con il quinto posto nel Girone A, per tornare nuovamente al Firenze appena retrocesso in A2 nella stagione 2008-2009. Con le Viola resterà altre 5 stagioni riconquistando la Serie A già al termine della stagione 2009-2010.
Nell'estate 2013 decide di affrontare una nuova avventura scegliendo di firmare con la Stella Azzurra che milita in quel momento in Serie B. La stagione 2013-2014 si rivela proficua, riuscendo a totalizzare 44 punti e conquistare la quarta posizione nel Girone C, tuttavia al termine del campionato la società decise di interrompere ogni attività lasciando svincolata Bruno e le sue compagne.
Nella successiva estate decide di firmare con il Lucca 2003, tornando alla società figlia del Lucca, poi Lucca 7, con cui aveva giocato all'inizio della carriera, intenzionata a far compiere un salto di qualità alla squadra che milita in Serie C Toscana che riesce infatti a fregiarsi del titolo di campione d'inverno del torneo.

### Allenatore
Durante il periodo al Firenze la società le affida il settore giovanile curandolo sia a livello organizzativo che tecnico.
Nel 2011 consegue il patentino di allenatore UEFA B e nell'estate 2013 affianca il selezionatore Enrico Sbardella nell'avventura che visto conquistare la Nazionale italiana Under-17 prima il terzo posto nel Campionato europeo di categoria 2014 e poi il terzo posto nel Mondiale della Costa Rica. Il suo impegno nel Centro tecnico federale FIGC di Coverciano continua nell'Associazione Italiana Allenatori presieduta da Renzo Ulivieri.

## Palmarès
- Campionato italiano di Serie B: 1

Lucca: 2001-2002